# Larraya
Larraya (en euskera: Larraia) es una localidad española y un concejo de la Comunidad Foral de Navarra, perteneciente al municipio de la Cendea de Cizur. Está situada en la Merindad de Pamplona, en la Cuenca de Pamplona y a 13 km de la capital de la comunidad, Pamplona. Su población en 2014  fue de 64 habitantes (INE).

## Geografía
La localidad de Larraya se encuentra situada en la parte más occidental de la Cendea de Cizur, situada a su vez en la parte central de la Comunidad Foral de Navarra y al Suroeste de la Cuenca de Pamplona. Su término concejil tiene una superficie de 9,1 km² y limita al norte con el municipio de Echauri, al sur con el concejo de Undiano, al este con el de Muru-Astráin y al oeste con Ubari.
|              | Norte: Echauri |                    |
| Oeste: Ubani |                | Este: Muru-Astráin |
|              | Sur: Undiano   |                    |

### Comunicaciones
| Eskualdeko Hiri Garraioa/Transporte Urbano Comarcal |   |
| Taxi Iruñerria                                      |   |
| Zona                                                | B |
| Estaciones                                          |   |

## Toponimia
El significado de Larraya, término de origen vasco, se traduce por "era". Proviene de la voz vasca larrain, que significa "era".

## Historia
Se sabe que en 1094 ya había aquí un monasterio y sus numerosas casas blasonadas confirman el notable influjo histórico que la localidad ha tenido en el conjunto de la Cendea. En 1603 la población, que acogía a 68 habitantes, tenía deudas pendientes con la Colegiata de Roncesvalles, una de las antiguas propietarias de tierras y heredades de la localidad. 

## Demografía
| Gráfica de evolución demográfica de Larraya entre 2000 y 2010 |
|                                                               |
| Datos según el nomenclátor publicado por el INE.              |

## Patrimonio

### Monumentos civiles
Todavía hoy se puede contemplar el palacio de Cabo de Armería que existía en la localidad. Lo más destacado del conjunto es la puerta de medio punto y la majestuosa torre defensiva. En 1723 pertenecía a Francisco de Ezpeleta y Beaumont, también señor de  Otazu. 

### Monumentos religiosos
El templo parroquial, de nave única dedicado a San Román es románico (principios del siglo XIII) y es de las pocas iglesias románicas con pórtico lateral. Las fiestas patronales se celebran el primer fin de semana de junio.